# Cantonul Vaison-la-Romaine
Cantonul Vaison-la-Romaine este un canton din arondismentul Carpentras, departamentul Vaucluse, regiunea Provence-Alpes-Côte d'Azur, Franța.

## Comune
- Buisson : 264 locuitori
- Cairanne : 850 locuitori
- Crestet : 432 locuitori
- Faucon : 380 locuitori
- Puyméras : 610 locuitori
- Rasteau : 674 locuitori
- Roaix : 587 locuitori
- Saint-Marcellin-lès-Vaison : 284 locuitori
- Saint-Romain-en-Viennois : 730 locuitori
- Saint-Roman-de-Malegarde : 255 locuitori
- Séguret : 892 locuitori
- Vaison-la-Romaine : 5 904 locuitori (reședință)
- Villedieu : 512 locuitori